# Táltos
A táltos vagy tátos, a magyar néphagyomány szerint egy olyan személy, aki rendelkezik természetfeletti erővel. A hiedelem szerinti tevékenysége összekapcsolja  papi, orvosi, lélekgyógyász, szertartásvezető, bírói és jós szerepet.
A táltosság többnyire veleszületett, nem tanulható, s nem tanítható. Elhívatás alapján történt. Egyes gyűjtések alapján viszont beavatás útján is táltos lehetett valaki.
A táltos egyik legfontosabb jellemzője a „révület” volt. A révülés során távolról gyógyíthat vagy a lelke messzire szállhat, akár a csillagok közé. A révülés folyamatát legjobban és legpontosabban a „Mirkó királyfi” című székely népmesénk őrizte meg.
A legtöbb ismeretünk a táltosról Ipolyi Arnold római katolikus paptól származik, aki összegyűjtötte a népi hiedelmeket Magyar mitológia (1854) című könyvében. Ezek szerint a táltos már a magzati korban közvetlen kapcsolatban van a Jóistennel, itt kapja meg azt a „többletet”, ami születéskor fizikailag a többlet fogat vagy többlet ujjat jelent (vagy bármilyen többlet csontot). Sorsát az Isten eleve elrendelte, valamilyen célja van az életben, ez általában vagy a világ vagy a nemzet megmentése, fizikai vagy lelki értelemben. Táltos lehetett férfi vagy nő is, bárki, hiszen nem az emberek választották vagy oktatták, hanem úgy született. A néphit azt tartja, hogy sokáig szoptatják, csendes, szótlan gyermek, de korához képest rendkívül erős. Sorsforduló volt a hetedik életév, ha eddig ellopták a fogát, nem lett meg a képessége. Ha ebben a korban eltűnt a háztól, „elvitték a táltosok”.
Érdekes adalék, hogy a kereszténység hatására egyes legendák Jézus Krisztust az égi táltos néven emlegetik. Szent László királyunkat gyakran emlegették mint „táltos király” táltos lovának a neve „Szög” volt.

## A szó eredete
A táltos szó eredete nem teljesen ismert, de valószínűleg a rokon “tátos” vagy a “tutós/tudós” szóból eredeztethető. Mások szerint a török “talt” szóból származik, ami “révültet” jelent.

## Táltos a néphitben, népmesékben
Hajdú-Biharban és Nagyszalontán fennmaradt az a hiedelem, hogy a táltosnak valamiféle próbatételt kell tennie, fa „ágát-bogát”, létrát kell megmásznia. Ennivalója elsősorban tej és tojás.
A táltost gyakran felruházták a mindentudás attribútumával, sokszor jövendölt is, megmondta, hol van a földben kincs elásva. Általában segítő szándékú, de vihart, jégesőt is okozhatott. Testét nem fogta a golyó.
Jellemző tevékenysége a viaskodás: a táltosok vas vagy tüzes kerekek, kék és vörös színű lángok, ellentétes színű csődörök (pej és szürke), fekete, füstös és fehér szőke bikák formájában küzdenek egymással. A viaskodás célja az időjárás jóra vagy rosszra fordítása. A viaskodás alkalmát előre tudják, azt is, hogy kivel és milyen formában kell viaskodniuk. Hasonló motívumok a népmesékben is fennmaradtak.
A táltoshoz fűződő szájhagyomány két legfontosabb magja a félig bika-félig ember harca, valamint a szárnyas ló.
Diószegi Vilmos kutatásai alapján szinte biztos, hogy csak a magyar hiedelemvilágban fordul elő. A magyarságra jellemző etnikus jegy a máig fenn maradt pogány magyar hitvilág emléke. A táltos alakja részét képezi a magyar népi műveltség samanisztikus emlékeinek. Egyes népmeséink motívuma, az égig érő fa és a „táltos fája” is sámánisztikus emlék.

## Táltos a mondákban
A táltosokról szóló mondák a hiedelemmondák körébe tartoznak. Ezek azonban nem ölelik fel az egész hiedelemkört, csak bizonyos témákat: a táltos különleges tulajdonságait, képességeit, a táltos fája és viaskodása. Mondái gyakran keverednek a halottlátókról és garabonciásokról szóló mondákkal.

### Göncöl és Kampó
A két leghíresebb táltos a Göncöl és a Kampó.
Kampó „jégtestű” volt, köpcös, vastag lábakkal, Temesvárott élt. A Budai várban ebédelt egy asztal mellett Mátyás királlyal és szegényesen öltözködött. Emiatt többször megkérdezték Mátyást, miért ül az asztalánál, de Mátyás ragaszkodott ahhoz, hogy ott üljön. Amikor az oszmán törökök megtámadták Magyarországot, „tüzet köpött a szájából” és „jégtestével visszaszorította a törököket”. Mátyás király táltos lovát, akit „Holdasnak” hívtak, visszaszerezte a törökök kezéből.
Göncölnek (néhol Döncöl, Güncü) határtalan tudása volt. Állatokkal beszélt, „értette a csillagokat”, feltalálta a kocsit. Olyan kocsit hajtott, amit ló nélkül vezetett és aminek kerékagya eltörött. Halálát nem látták, teste eltűnt a csillagok között. A „Göncöl szekere” most is fent van az égen, ez az ún. „Ursa Maior”, vagy Nagymedve.

### Táltos a bölcsőben
Ilyen monda, miszerint a táltos foggal születik, fogát el akarják rabolni a „gonoszok”, de a gyermek sírására felébredő szülők nem engedik. Hétéves korában maguk törik ki a fogat, nehogy ekkor magát a gyermeket rabolják el. Ekörül még nem sarjad epikus jellegű költészet.

### A táltos gyermekkorához kapcsolódó monda
Gazdagabb a hagyománya a gyermekkorú táltosokról szóló mondáknak: a táltos vihart jósol, nem hisznek neki, ezért sértődötten elvonul; a vihar bekövetkezik. Megjósolja, hogy a tehéntől a gazdája nem iszik már „rugózott” tejet (mert a tehén megdöglik). A kalapját szög nélkül felakasztja, kuglizók közé sárgarépát dob, minden bábut leseper, ezzel pénzt keres. Iskolában rendkívül jól tájékozódik a földgömbön, mintha ismerné a föld összes útjait. Öregember megjósolja, hogy 9 éves korában meghal, ha nem, akkor 12 évesen, ha nem, akkor erős lesz. Kilencévesen megjósolja a saját halálát és meghal.

### A táltos fája
Ehhez is kevés epikus elem tapad. A táltos azért mászik fel rá, hogy emberi erőt felülmúló feladatot végezzen el: esőért imádkozik, jövőt mond, kitudja, hol van az ellopott marha.

### Viaskodás
Legelterjedtebb és legcsiszoltabb típusok, epikailag kerek történetek a keleti országrészből kerültek elő. Az egyik változatban a táltos segítséget kér a viaskodáshoz egy fehér bikától, hogy verjék ellenfelei körmét. Ha segítenek, a táltos győz, ha nem, akkor a fekete bika elhajtja és jégeső lesz. A táltos ezután segítőinek kincset mutat. Ásás közben szellemek jönnek: „Melyiket akasszuk fel?” - kérdik, és mind elmenekül.
Egy másik mondában egy legény és egy lány szállást kérnek, vacsorára pedig tejet. Megmondják, hogy viaskodni mennek, megjelölik a viaskodás helyét is, ahol a háziak később kincset találnak.

## Táltos a történelemben
A táltosok képesek voltak a fejükön megsérült harcosokat sikeresen meggyógyítani (trepanáció). A régészek által feltárt koponyán a seb szélei gyógyulásnak indultak. Ez azt jelenti, hogy az egyén felépült a sebesüléséből.
A Thuróczi János krónikájában, Attila arra kéri a táltosokat, hogy lássanak a jövőbe, hogy megnyeri a Catalaunumi csatát, vagy sem, de ők azt látják, hogy el fogja veszíteni. A jövendölést az ókori etruszkokhoz hasonlóan (→ béljóslás) az állatok beleiből végezték.
A táltosok a régi magyar vallás tudásának őrzői, állatok és emberek gyógyítói voltak. 
Táltosokat ma is találunk Erdély területén. A festett kazettás Székelyderzsi templom mennyezetén a hat ujjú figurát úgy renoválták, hogy öt ujjúra javították
A táltos király hagyomány számos helyen megmaradt a Kárpát medencében, és mindegyiket Árpád-házi királyhoz kötik. A legfontosabb a lovagkirály Szent László, akinek a lova neve Szög volt. Egy másik legenda szerint Szent István elment vadászni, de elfáradt és lepihent egy fa alatt (ez értelmezhető úgy is, hogy révült a világfa alatt). Azt álmodta, hogy a besenyő had támadásra készül. Az álom alapján elég ideje volt ahhoz, hogy felkészüljön és megütközzön a besenyőkkel, megvédve így hazánkat. A legenda Szent Istvánt is táltosként jegyzi.
Mátyás király korában Galeotto Marzio így ír: „hat ujjú ember volt Apád udvarában”. Mátyás táltos lovának a neve Holdas volt.
Egy 1725. évi debreceni táltosper alapján úgynevezett Balázsi Erzsébetet, akkoriban híres táltost megvádolták, hogy boszorkány. A bíró felszólította, hogy magyarázza el, mi a táltos dolga az életben. A táltos azt válaszolta, hogy a táltos gyógyít, szabad szemmel meglát eltemetett kincseket a föld alatt és „a táltos Magyarországért küzd a Mennyországban”.

## A táltos ló/paripa
A táltosnak legtöbbször volt lova. Eredetileg a táltos ló egy gebe ló volt, amit mindenki kinevet, kigúnyol. A táltos meglátja a ló rejtett értékeit és hatalmát. A népmesék szerint a lónak égő parazsat kell ennie, ezzel megtelik erővel, „aranyszőrű táltos paripa lesz belőle”. Csak a táltos tudja a lovát úgy meglovagolni, hogy „repüljön, mint a gondolat” (révüljön).
A táltos szárnya a révülést, a Földtől való elszakadást jelképezi. Az egyszarvú pedig a többlet szellemiséget jelképezi (ezért nem kétszarvú).